# Linealitat de la derivació
En matemàtiques, la linealitat de la derivació és una de les propietats fonamentals de la derivada. És un resultat directe de l'aplicació de la regla de la derivada de la suma i de la regla de la derivada del producte per una constant. Per tant, es pot dir que la derivació és lineal, o que l'operador derivada és un operador lineal.
Sian f i g funcions, amb {\displaystyle \alpha } i {\displaystyle \beta } constants. Es considera:
{\displaystyle {\frac {\mbox{d}}{{\mbox{d}}x}}(\alpha \cdot f(x)+\beta \cdot g(x))}
Per la regla de la derivada de la suma, això és equivalent a:
{\displaystyle {\frac {\mbox{d}}{{\mbox{d}}x}}(\alpha \cdot f(x))+{\frac {\mbox{d}}{{\mbox{d}}x}}(\beta \cdot g(x))}
Per la regla de la derivada del producte per una constant, queda:
{\displaystyle \alpha \cdot f'(x)+\beta \cdot g'(x)}
És a dir:
{\displaystyle {\frac {\mbox{d}}{{\mbox{d}}x}}(\alpha \cdot f(x)+\beta \cdot g(x))=\alpha \cdot f'(x)+\beta \cdot g'(x)}
O escrit d'una altra manera:
{\displaystyle (\alpha \cdot f+\beta \cdot g)'=\alpha \cdot f'+\beta \cdot g'}